# 이스트오브잉글랜드

이스트오브잉글랜드

이스트오브잉글랜드(East of England)는 잉글랜드의 지역 중 하나로 면적은 19,120km2, 인구는 5,847,000명(2011년 기준), 인구 밀도는 310명/km2이다.

## 행정 구역
- 에식스주
  - 서럭
  - 사우스엔드온시
- 하트퍼드셔주
- 베드퍼드셔주
  - 루턴
  - 베드퍼드 구
  - 센트럴베드퍼드셔
- 케임브리지셔주
  - 피터버러
- 노퍽주
- 서퍽주

## 같이 보기
- 잉글랜드의 지역
- 이스트앵글리아